# Agioi Anargyroi, Kastoria
Agioi Anargyroi  este un oraș în Grecia în prefectura Kastoria.